# 栗原貴宏
栗原 貴宏（くりはら たかひろ、1987年11月6日 - ）は、福島県郡山市出身の元バスケットボール選手である。190cm、90kg。ポジションはスモールフォワード。2020年10月11日の福島ファイヤーボンズ戦をもって引退した。

## 来歴
郡山第六中学より2003年4月に日大東北高校に進学。3年生時の2005年インターハイに出場し、2回戦に進出。同年のウインターカップにも出場し、初戦敗退。
2006年、日本大学に進学。4年次は主将として関東大学リーグ戦と全日本大学選手権（インカレ）で優勝を達成し、最優秀選手賞を受賞。
2010年、東芝ブレイブサンダース（現：川崎ブレイブサンダース）に加入。
2018年、栃木ブレックスに移籍。
2020年2月、パスラボ山形ワイヴァンズにレンタル移籍。
2020年5月、山形に完全移籍。しかし開幕してわずか4戦目のホーム福島戦を持って現役を引退する事が発表された。
引退後の2020年12月より山形のチームスタッフ兼アカデミーコーチに就任。翌年3月にスキルコーチに就任。
2021-22シーズンより、出身地である福島県郡山市をホームタウンとする福島ファイヤーボンズのアシスタントコーチに就任。
2023年12月下旬、福島ファイヤーボンズのヘッドコーチに昇格。
2025年、佐賀バルーナーズのアシスタントコーチに就任。

## 経歴
- 日大東北高 - 日本大学 - 東芝（2010〜2018）-栃木（2018～2020.2）-山形（2020.2〜2021.6）-福島 (2021.7〜)

## 日本代表歴
東芝加入後の2011年にユニバーシアード日本代表に選出。2012年、バスケットボール男子日本代表に選出され、8月のウィリアム・ジョーンズカップに出場。9月には2012年FIBAアジアカップに出場し準優勝。
2013年、2013年東アジアバスケットボール選手権で3位。2013年バスケットボール男子アジア選手権では7試合に出場し、9位。1試合平均は3.7得点、1.9リバウンド。

## 記録
| シーズン    | チーム     | GP | GS | MPG  | FG%  | 3P%  | FT%  | RPG | APG | SPG | BPG | TO  | PPG |
| ----------- | ---------- | -- | -- | ---- | ---- | ---- | ---- | --- | --- | --- | --- | --- | --- |
| JBL 2010-11 | 東芝       | 30 |    | 9.9  | .385 | .348 | .600 | 0.9 | 0.7 | 0.1 | 0   | 0.5 | 2.7 |
| JBL 2011-12 | 東芝       | 28 |    | 20.3 | .299 | .232 | .577 | 2.3 | 1.0 | 0.7 | 0   | 1.4 | 4.6 |
| JBL 2012-13 | 東芝       | 42 |    | 19.0 | .482 | .376 | .810 | 1.8 | 1.0 | 0.5 | 0.1 | 0.9 | 6.7 |
| NBL 2013-14 | 東芝神奈川 | 52 |    | 18.9 | .450 | .386 | .541 | 1.9 | 1.3 | 0.4 | 0.1 | 1.2 | 6.9 |
| NBL 2014-15 | 東芝神奈川 | 50 |    | 19.3 | .494 | .411 | .854 | 1.6 | 1.5 | 0.7 | 0.0 | 1.1 | 6.3 |
| NBL 2015-16 | 東芝神奈川 | 11 |    | 17.9 | .538 | .464 | .833 | 1.0 | 0.6 | 0.3 | 0.1 | 1.2 | 6.7 |
| B1 2016-17  | 川崎       |    |    |      |      |      |      |     |     |     |     |     |     |